# Râul Româna
Râul Româna este un curs de apă, afluent al râului Olteț. 